# Subcontinente
Un subcontinente es un área extensa de un continente. No hay acuerdo sobre qué constituye un subcontinente, si bien generalmente está dividido del resto del continente por algún accidente geográfico como una cadena de montañas o por un límite entre placas tectónicas, pero la razón también puede ser cultural.

## Subcontinentes geográficos y geológicos
En la tectónica de placas, una placa continental pequeña conectada con una placa continental más grande puede ser considerada subcontinente, como es el caso del subcontinente indio en la Placa Índica y del subcontinente árabe en la Placa arábiga. Arabia no es comúnmente considerada subcontinente en geografía debido a la carencia de frontera geográfica con Asia. Europa, por su parte, es en realidad sólo una gran península, ya que forma parte de la Placa Euroasiática.
En geografía, Europa se describe a veces como subcontinente de Eurasia. Asimismo, el continente más pequeño, Australia, y la isla más grande, Groenlandia, se consideran a veces subcontinentes.
En el ámbito hispanohablante, Norteamérica, Sudamérica y Centroamérica se consideran subcontinentes de América, al estar conectados por un istmo. África y Eurasia se considera a veces que forman subcontinentes del continente Eurafrasia por la misma razón. Sin embargo, Eurasia, Eurafrasia, y en el ámbito anglófono también América (llamada entonces las Américas para enfatizar su división en dos continentes), se consideran generalmente supercontinentes integrados por continentes.

### Lista de subcontinentes
- En América

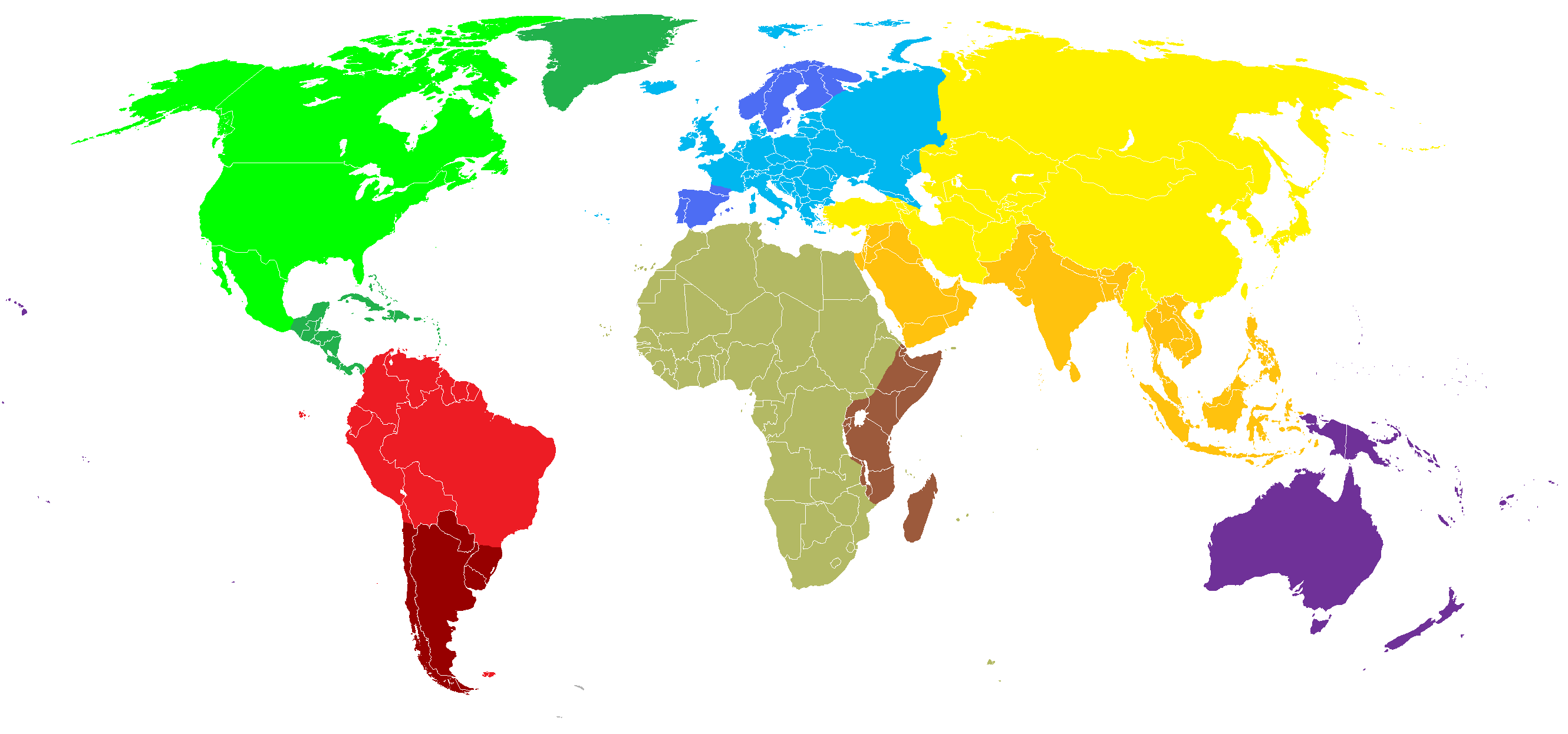
América del Norte
Groenlandia, América Central y América Insular
América del Sur
Cono Sur
África
Rift y Madagascar
Europa
Península ibérica y Península escandinava
Asia
Subcontinente Árabe, Subcontinente Indio, Indochina e Insulindia
Oceanía

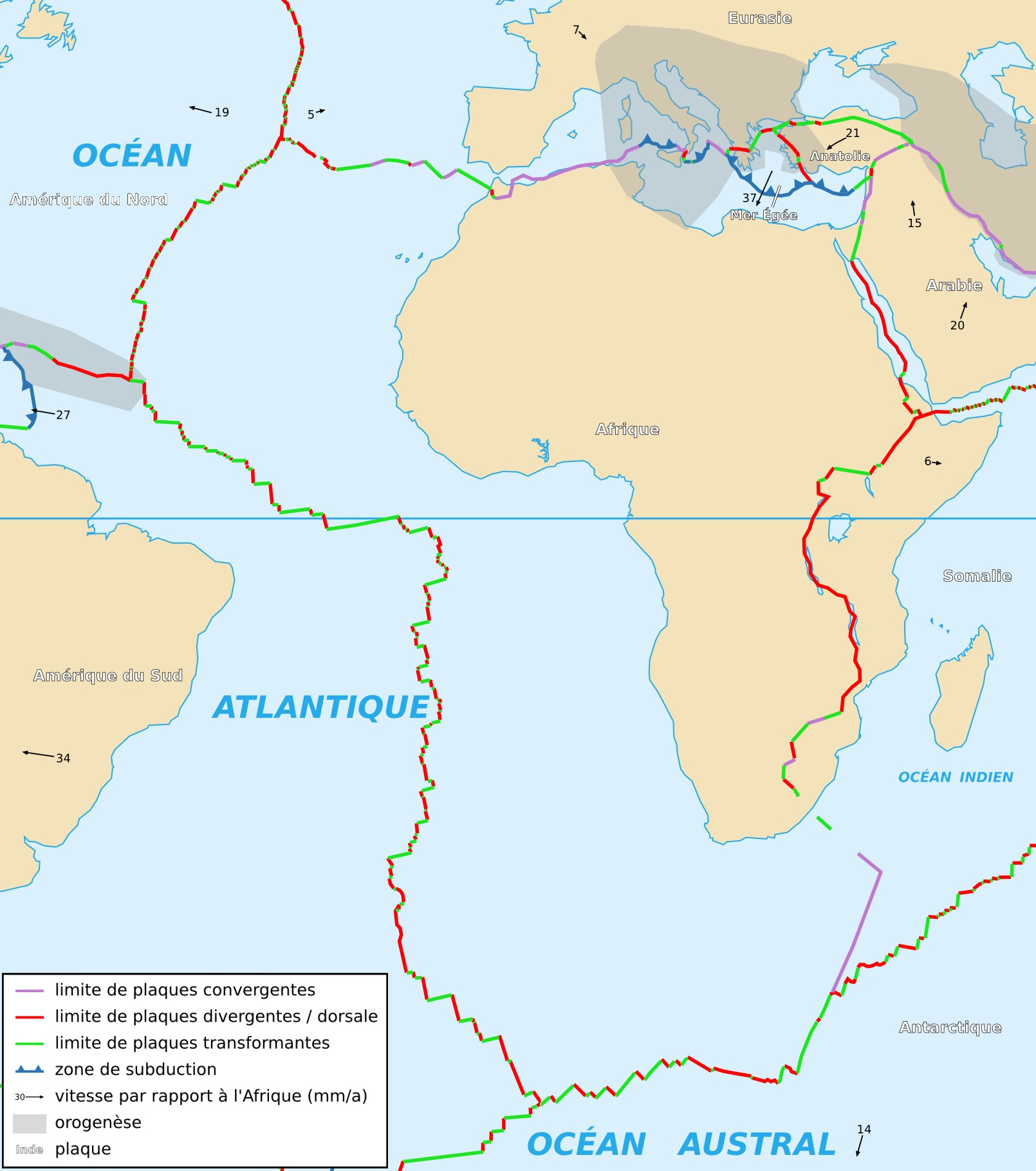

  - Se considera a América como un continente conformado por cuatro subcontinentes, el de América del Norte, América Central, América Insular y América del Sur. Es aceptada también la idea de América como un supercontinente integrado por dos continentes.
- En Norteamérica
  - América septentrional
  - Groenlandia
- En Subcontinente centroamericano
- En América Insular
  - Las Antillas Mayores
  - Las Antillas Menores
    - Las Islas de Barlovento
    - Las Islas de Sotavento
- En Sudamérica
  - El Cono Sur

- En la Antártida
  - La Antártida Occidental
  - La Antártida Oriental
  - Kerguelen y el conjunto de islas que emergen de la Meseta de Kerguelen
- En Eurasia

- - El Subcontinente europeo. Europa ha sido tradicionalmente considerada como un continente, pero geológicamente es considerada un subcontinente.
    - Europa Oriental
    - Europa Occidental
      - El Subcontinente Escandinavo.
      - El Subcontinente ibérico.
      - En ocasiones también se ha llegado a hablar de las islas británicas como subcontinente.

  - El Subcontinente indio
  - El Subcontinente arábico
  - El Subcontinente del sudeste asiático
    - Indochina
    - Insulindia (archipiélago malayo)
- En África
  - El Subcontinente norteafricano
  - El Subcontinente subsahariano
  - El Gran Valle del Rift se puede considerar geológicamente como un subcontinente africano.
  - Magreb
  - Máshrek
  - Levante.
  - Madagascar
  - La propia África se puede considerar un subcontinente del continente Eurafrasia, aunque es más correcto considerar este último como un supercontinente.
- En Oceanía
  - Polinesia
  - Micronesia
  - Melanesia
  - Australasia
  - Insulindia
  - Australia (Australia (continente))
  - Zealandia
  - También se podría considerar como subcontinente la isla de Nueva Guinea.